# Velký Rybník
Velký Rybník település Csehországban, a Pelhřimovi járásban. Velký Rybník Humpolec, Mladé Bříště, Dehtáře, Zachotín, Pelhřimov és Žirov településekkel határos. Lakosainak száma 202 fő (2024. január 1.).

## Népesség
A település lakosságának változását az alábbi diagram mutatja:
| Lakosok száma | 307  | 309  | 306  | 200  | 177  | 168  | 183  | 197  | 192  | 202  |
|               | 1869 | 1900 | 1921 | 1961 | 1980 | 2011 | 2016 | 2019 | 2021 | 2024 |